# کراسنی پاخار (باشقیرستان)
کراسنی پاخار (به لاتین: Krasny Pakhar) یک منطقهٔ مسکونی در روسیه است که در باشقیرستان واقع شده‌است.